# Pendroy (Montana)

Mapa de localização de Pendrey em Montana

Pendroy é uma comunidade não registrada no Condado de Teton, Montana, Estados Unidos.